# Compton (Illinois)
Compton è un villaggio degli Stati Uniti d'America, situato nello Stato dell'Illinois, nella contea di Lee.